# Comunità montana Valli Genovesi Scrivia e Polcevera
La Comunità montana Valli Genovesi Scrivia e Polcevera era un comprensorio montano della Liguria, in provincia di Genova, formato dai comuni di: Busalla, Campomorone, Casella, Crocefieschi, Isola del Cantone, Mignanego, Montoggio, Ronco Scrivia, Savignone, Serra Riccò, Sant'Olcese, Valbrevenna e Vobbia.
Nata dall'unione delle due precedenti enti locali quali la Comunità montana Alta Valle Scrivia e la Comunità montana Alta Val Polcevera, per disposizioni collegate alla legge finanziaria 2011, la comunità montana, così come tutte le altre della Liguria, è stata soppressa con la Legge Regionale n° 23 del 29 dicembre 2010 e in vigore dal 1º maggio 2011.
L'ente locale aveva sede a Busalla, già sede dell'ex Comunità Montana Alta Valle Scrivia ed il presidente, eletto nel 2009, era Francesco Parodi.

## Storia
Con la disciplina di riordino delle comunità montane, regolamentate con la Legge Regionale n° 24 del 4 luglio 2008 e in vigore dal 1º gennaio 2009, non facevano più parte delle originarie comunità montane i comuni di Ceranesi e Genova che avevano delegato la stessa alle funzioni amministrative in materia di agricoltura, sviluppo rurale, foreste e antincendio boschivo.
Dal 1º maggio 2011 l'ente montano è stato soppresso con il trasferimento delle deleghe in materia nuovamente alla Regione e ai comuni interessati.
Tra la seconda metà del dell'800 e la prima metà del '900 ha inizio per la Valle Scrivia lo sviluppo industriale: la costruzione della Strada Regia, della ferrovia e della camionale permette alla gente del fondovalle uno sviluppo differenziato rispetto alla popolazione montana. Comincia proprio in quel periodo, per culminare nel secondo dopoguerra, lo spopolamento della montagna a cui già la prima guerra mondiale aveva sottratto tante braccia. A Ronco Scrivia, Busalla e Isorelle cominciano a sorgere fabbriche, concerie e cotonifici che danno il via all'industrializzazione in Valle e alla formazione della classe operaia. In questo modo la popolazione del fondovalle aumenta a discapito delle zone montane.
Per quanto riguarda invece la produzione di latte bovino, questa attività tutt'altro che recente risale al XVII secolo, periodo in cui sono presenti le prime notizie di allevamenti bovini di una certa consistenza, quando al Castello di Masone faceva capo una mandria di 170 animali.
Oggi in Valle Scrivia risiedono circa 23.000 abitanti, di cui circa 8.000 nei comuni montani di Vobbia, Valbrevenna, Montoggio, Savignone e Crocefieschi e 15.000 nel fondovalle, tra Casella, Busalla, Ronco Scrivia e Isola del Cantone.

## Geografia fisica
Si trova nel cuore dell'Appennino Ligure, nell'entroterra che raccorda la città di Genova e la Pianura Padana. Il territorio è il prolungamento ideale delle valli Polcevera e Bisagno e si divide in montano e di media valle. Il torrente Scrivia, che si allunga per circa 100 km nell'omonima valle seguendo un asse nord-sud, nasce dal Monte Prelà e accoglie i suoi affluenti che scorrono in piccole valli seguendo un asse est-ovest. Importanti sono anche i torrenti Pentemina, Brevenna e Vobbia.
Il territorio di cui fanno parte Valbrevenna e Montoggio si può definire quasi alpestre per la prevalenza di prati e boschi. Valbrevenna, a bassa densità di popolazione, mantiene la caratteristica di antico centro rurale e si ripopola d'estate con l'arrivo dei villeggianti. Montoggio invece comunica con Genova e la Val Bisagno attraverso i passi della Scoffera (674 m) e di Creto (603 m).
Rispetto agli altri paesi dello Scrivia il comune di Davagna rimane decentrato pur rientrando amministrativamente nello stesso comprensorio. Il tratto della media valle si estende da Casella a Pietrabissara e comunica con la Val Polcevera mediante i passi di Crocetta d'Orero e dei Giovi (472 m). Sono compresi in quest'area i Comuni più industrializzati della Valle Scrivia: Casella, Savignone, Busalla, Ronco Scrivia e Isola del Cantone che hanno conosciuto negli ultimi anni una notevole crescita economica.
Decentrati rispetto alla linea di fondovalle sono i territori montani di Crocefieschi e Vobbia. Su queste aree non ci sono insediamenti industriali e mantengono intatta la vocazione agricola.
Il Monte Antola (1597 m), oltre ad essere il punto di convergenza del sistema montuoso della Valle Scrivia ed essere tra le vette più alte della Liguria, è considerato da sempre la Montagna dei Genovesi, il punto di riferimento delle gite primaverili fuori porta per gli abitanti del capoluogo. L'Alta Valle Scrivia è caratterizzata da due formazioni rocciose: i calcari marnosi dell'Antola e i conglomerati di Savignone.

## Vegetazione
Oltre i 700 metri d'altezza domina incontrastato il castagno. I boschi di castagno venivano innestati e implementati dalla popolazione rurale di un tempo per la raccolta dei frutti, che erano alla base dell'alimentazione contadina. Oltre gli 800 metri troviamo invece il faggio, usato fino a un centinaio di anni fa per la costruzione di attrezzi da lavoro e per i mozzi delle ruote da mulino.